# Vendídád
Vendídád, též Vidévdát, z avestánského ví daéuuó („proti daévům“) je soubor náboženských a rituálních zásad obsažený v zarathuštrovské Avestě. Soustředí se na vztah mezi lidským a nelidským světem. Zahrnuje především předpisy, které mají zarathuštrovcům zajistit vítězství nad mocnostmi drudže („lži“), ale zabývá se i vztahy mezi lidmi. Jedná se o velice složitý a často těžko interpretovatelný soubor textů, s mnohými ohlasy mýtů a společensko-ideologických poměrů starého Íránu.
Na základě obsahu Avesty, uvedeného ve středoperském Dénkartu, se předpokládá, že je to jediná část Avesty, která se dochovala téměř celá. Výjimkou je kapitola 12. Obsah Vendídádu je následující:
- Vd 1 – stvoření světa Ahura Mazdou a mytická geografie
- Vd 2 – především mýty o králi Jimovi
- Vd 3 – počátek vlastního Vidévdátu, výčet nejvíce a nejméně příjemných míst na zemi a pojednání o rituálním znečištění skrze kontakt s mrtvým tělem
- Vd 4 – o smlouvách a jejich porušování, o zraněních a ordálech
- Vd 5-9 – různé očistné rituály
- Vd 10 – citáty z gáth, které mají zapudit daévy
- Vd 11 – citáty formulí vhodných na rituální očištění
- Vd 13 – o zvířatech, stvořených Ahura Mazdou
- Vd 14 – o trestech za zabití vydry
- Vd 15 – výčet smrtelných hříchů, pojednání o chování k těhotným ženám, péči o psy a další
- Vd 16 – především zásady styku s menstruujícími ženami
- Vd 17 – péče o nehty a vlasy
- Vd 18 – o kněžích, kteří jsou stoupenci aši („pravdy“) a drudže („lži“)
- Vd 19 – vyprávění o pokoušení Zarathuštry Angra Mainjuem
- Vd 20 – o prvním lékaři Thritovi a léčivých rostlinách
- Vd 21 – hold dobytku, mrakům, vodám, měsíci, hvězdám a kletba proti démonce Kachudží
- Vd 22 – o nemocech, které stvořil Angra Mainju

Chybějící dvanáctá kapitola byla v pozdějších verzích vyplněna předpisy o držení smutku za mrtvé příbuzné.
Vendídád se zachoval ve dvou typech rukopisů. Prvním je Páhlaví Vendídád, avestánský text doplněný o volný překlad do středoperštiny, v druhém případě je Vendídád společně s Visprádem vložen mezi jasny. Vzniklá kompilace je nazývána Vendídád Sáde. Text v avestánštině představuje pozdní formu tohoto jazyka a mohl vzniknout až v době Parthské říše, či dokonce rané Sasánovské říše.